# Slavujevac
Slavujevac (cyr. Славујевац) – wieś w Serbii, w okręgu pczyńskim, w gminie Preševo. W 2002 roku liczyła 482 mieszkańców.